# Stazione di Crusheen
La stazione di Crusheen  è una fermata ferroviaria situata a Crusheen, contea di Clare, Irlanda. Attualmente la stazione è chiusa, anche se la Iarnrod Eireann ha ottenuto il permesso per ricostruirla. La linea che vi passerà sarà la Limerick-Galway. Fu aperta una prima volta il 15 settembre 1869 e chiusa il 5 aprile 1976 ai treni passeggeri e nel 1990 al traffico di merci.

## Servizi ferroviari futuri
Limerick-Galway